# Condados catalanes
Condados catalanes es la denominación historiográfica que designa a los condados  que aparecen en el noreste de la península ibérica a partir de la Marca Hispánica del Imperio carolingio (siglo IX). Es un territorio aproximadamente coincidente con la denominada Cataluña vieja y lo que actualmente son el principado de Andorra y Rosellón. Los condados más orientales acabaron siendo incorporados al condado de Barcelona y formaron parte de la unión dinástica con el Reino de Aragón en la llamada Corona de Aragón (1162), mientras que el condado de Urgel mantuvo su dinastía propia hasta 1413 y el de Pallars Sobirá hasta 1491. Las taifas (reinos musulmanes) de Tortosa y Lérida habían sido conquistadas por el Príncipe de Aragón y conde de Barcelona Ramón Berenguer IV (en 1148 y 1149 respectivamente), y no se constituyeron como nuevos condados sino que Ramón Berenguer adoptó el título de marqués de estos territorios. Aunque los términos Catalania y catalanenses se encuentran por primera vez en forma escrita hacia 1117 en el poema pisano Liber maiolichinus de gestis pisanorum illustribus no se encuentran referencias al conde de Barcelona como Princeps en las actas de consagración de la catedral románica de Barcelona (1058) y en los Usatges de Barcelona.

## Evolución
Con el progresivo fin de la dominación musulmana en el siglo IX, los condados se fueron desvinculando gradualmente de la tutela francesa y consiguieron una autonomía cada vez más amplia. Un punto de inflexión importante se produjo con Wifredo el Velloso, quien, como gobernante de cinco de los más grandes condados, reestructura el territorio y lo hace crecer con la repoblación de tierras. Aprovechando la crisis de la monarquía carolingia, a partir de Wifredo, los condes dejan de ser nombrados por el rey francés y pasan a un régimen sucesorio.
Con una sociedad de aire eminentemente feudal, se inició una importante expansión territorial, que empezó, en el tránsito de los siglos XI al XII, en tiempos del conde Ramón Berenguer III —el más importante entre los condes de esta zona—, y en diversas direcciones hacia los condados de su entorno. Fruto de esta expansión fue la incorporación de la llamada Cataluña Nueva, al sur y a poniente del río Llobregat y hasta la línea del Ebro, que fue conquistada y repoblada en el siglo XII.
La unión matrimonial del conde Ramón Berenguer IV, del casal de Barcelona, con Petronila, hija y heredera del rey de Aragón y transmisora de los derechos de su Casa, en 1137, posibilitó la formación de la Corona de Aragón y la continuación de la expansión feudal, que empezó por el sur y el poniente musulmán, Tortosa fue conquistada en el año 1148 y Lérida en 1149. El hecho de que los condados catalanes se hubieran unido a Aragón por matrimonio, da a entender claramente que no hubo ninguna conquista de carácter militar.
A partir del siglo XI, la posesión de tierras creó un nuevo orden social que se vio consolidado durante los siglos XII y XIII.
Todos los condados pasarían a manos de titulares distintos a los descendientes de los nobles carolingios a los que pertenecieron en primer lugar. 
El condado de Barcelona, al que se asoció la mayor parte, se integró entre los títulos del rey de Aragón desde la formación de la Corona de Aragón; y posteriormente los del rey de España (Monarca Católico o de la Monarquía Hispánica) desde el matrimonio de los Reyes Católicos, e integrados en una sola persona con Carlos I y sus descendientes, los Austrias de Madrid y, desde la guerra de Sucesión (1700-1715), los Borbones españoles. Como título, fue usado por el pretendiente al trono Juan de Borbón durante el franquismo, para evitar utilizar la denominación rey pero al mismo tiempo usar uno de los títulos de soberanía tradicionales de la Corona española. A pesar de que la Constitución de 1978 atribuyó a su hijo Juan Carlos I el uso de esos títulos, se consintió que lo siguiera utilizando hasta su muerte, tras la que incluso se le asignó un numeral de rey (Juan III). Un condado se mantuvo como título separado de la Corona, aunque sin consecuencias jurisdiccionales: el condado de Ampurias, que ostenta la casa Medinaceli. Aunque tanto el título como la jurisdicción pasó a la Corona, en el caso del condado de Rosellón se atribuye la condición de descendientes reconocidos o herederos dinásticos de su casa condal a personas particulares.

## Origen de los condados catalanes

Condados pirenaicos orientales. La fina línea negra es la frontera entre las comunidades autónomas actuales de Aragón y Cataluña.

Inmediatamente después de la conquista carolingia, en los territorios pirenaicos que se encuentran en poder de los francos, se encuentra la mención de unos distritos políticos administrativos —Pallars, Urgel, Cerdaña, Barcelona, Gerona, Osona, Ampurias, Rosellón— que reciben el nombre de condado, dentro de los cuales, como subdivisión, existen otras circunscripciones menores, los pagi (los pagus en singular), como por ejemplo, los eran Berga o el Vallespir.
El origen de estos condados y pagi se remonta a épocas anteriores a los carolingios, tal como lo testifica la frecuente coincidencia entre sus límites y los de los territorios de antiguas tribus íberas; como muestra, el condado de Cerdaña correspondía al país de los ceretanos, el de Osona al de los ausetanos, y el pagus de Berga al de los bergistanos. En consecuencia, estos territorios, forzosamente, deberían haber tenido alguna entidad política administrativa en tiempos de los romanos y de los visigodos, aunque no se llamaran condado, ni hubiesen estado gobernados por condes en época de los reyes de Toledo; en la monarquía visigoda, los condes, situados en jerarquía por debajo de los duques, la máxima autoridad provincial, gobernaban solo las ciudades, circunscribiendo su autoridad exclusivamente al ámbito urbano, a menudo delimitado por murallas, dejando el distrito rural dependiente de la ciudad. Así pues, para organizar los territorios ganados al Pirineo, los francos crearon unos condados como primera línea de defensa ante el expansivo islam, repoblados con sus gentes y con gobernadores o condes nombrados por ellos mismos cada vez que fallecía el anterior, siendo de imaginar que aprovechando las ciudades amuralladas que aún permanecían en pie con su alfoz o área dependiente.
En la historia de los primeros dos siglos de existencia de este nuevo núcleo cristiano la influencia franca se mostró como factor de primera magnitud que afectará por mucho tiempo (en principio hasta la batalla de Muret en 1213) a la evolución del área catalana y explicará siempre alguna de sus características. Desde fines del siglo VIII hasta el X de hecho, y hasta mediados del XIII de derecho, estas tierras catalanas formarán parte del reino franco (Imperio carolingio).
En toda esta zona, entre el Pirineo y el Llobregat, empezaron a instalarse aquellos hispani a quienes la campaña de represión de Abderramán I, dirigida contra quienes habían colaborado con Carlomagno en su fallida empresa sobre Zaragoza, había hecho huir a tierras francas, en especial la Septimania.
Esta primera aportación humana de mozárabes proporciona al área un grupo de opinión particularista, defensor de la tradición hispanogoda frente a la fuerte influencia franca. Durante prácticamente toda la primera mitad del siglo IX, puede rastrearse un enfrentamiento entre ambas tendencias que, paradójicamente, irá concluyendo en una decidida influencia franca en el campo espiritual, cultural e institucional, mientras se impone, de modo muy paulatino, una individualización e independencia políticas.
Lo que después será llamado Cataluña vieja, (la zona comprendida entre el Pirineo y el mar, y una línea que une la desembocadura del Llobregat con los macizos del Montsec, y de la que forman frontera los cursos de ese río y del Cardoner) aparece, hacia el año 815, dividido políticamente en cinco condados: Barcelona, Gerona, Ampurias, Rosellón y Urgel-Cerdaña.
El conjunto de todos ellos, tierras fronterizas del Imperio carolingio, se desdobla desde el año 817 en virtud del Acta constitucional del Imperio, en dos grandes bloques, integrado el primero por los condados continentales, que forman parte de la Marca Tolosana, y el segundo por los marítimos, incluidos en la marca Septimana. Se trata, por tanto, de una reorganización del sur de Francia de cara al control de los pasos pirenaicos.
Por lo que se refiere a estos condados, su carácter militar se evidencia en la titulación de sus jefes, nobles de sangre, de los que el de Barcelona, que amparado en las sólidas murallas romanas de la ciudad, mandaba la posición más difícil, la frontera de choque contra el islam, y era el "marqués" por excelencia, entendiendo por tal el defensor de una frontera, la marca hispana o hispánica, cuya denominación aparece en documentos posteriores. 
El condado del Rosellón era, quizá, el más influyente por ser su jefe uno de los caballeros más cercanos al rey.

## Enumeración de los condados catalanes
Los condados catalanes fueron los siguientes:
1. El condado de Barcelona.
2. El condado de Manresa (Subordinado siempre a Barcelona).
3. El condado de Osona (Subordinado siempre a Barcelona).
4. El condado de Gerona (Unificado con Barcelona desde finales del siglo IX).
5. El condado de Besalú (Independiente hasta 1111; anexionado por Barcelona).
6. El condado de Berga (Independiente hasta 1117; anexionado por Barcelona).
7. El condado de Cerdaña (Independiente hasta 1117; anexionado por Barcelona).
8. El condado de Conflent (Independiente hasta c. 897; anexionado a Cerdaña).
9. El condado de Rosellón (Independiente hasta 1172; anexionado por la Corona de Aragón).
10. El condado de Ampurias (Independiente hasta 1402; anexionado por la Corona de Aragón).
11. El condado de Pallars (Divivido en 1110 en dos condados: Pallars Jussá (anexionado por Barcelona en 1193) y Pallars Sobirá (independiente hasta 1484); vasallaje nominal a Barcelona o Aragón).
12. El condado de Urgel (independiente de facto hasta anexión por Jaime de Urgell en 1413).